# General Glory
General Glory è un personaggio dei fumetti pubblicati dalla DC Comics, creato sulle pagine di Justice League America n. 46 nel gennaio 1991 da Keith Giffen e J.M. DeMatteis.
Ideato come parodia dell'eroe Marvel Comics Capitan America, è caratterizzato da un esagerato patriottismo al limite dell'esasperazione. Ha anche un sidekick, Ernie The Battling Boy, che richiama esplicitamente Bucky, spalla storica del Capitano. Il personaggio è stato costantemente ridicolizzato nella serie Lobo's Back di Simon Bisley e Alan Grant.

## Biografia del personaggio

### Joseph Jones
Joseph Jones era un soldato americano durante la seconda guerra mondiale, che durante la liberazione di un villaggio francese dai nazisti ebbe una visione della Statua della Libertà che gli concesse dei superpoteri ogni qualvolta Joe pronunciava questa frase:
"Signora della libertà, ascolta il mio appello, per la terra dei coraggiosi e dimora dei liberi";
in questo modo Joseph Jones poteva trasformarsi in General Glory, paladino americano e terrore del Terzo Reich. L'Agente del governo Newkirk Sharp decise di mantenere segreta la sua presenza, mascherando il Generale Gloria come un fumetto di propaganda e spacciandolo come un personaggio immaginario.
Al fianco del giovane Ernest E. Ernest, alias Ernie "the Battling Boy" Glory combatté le forze dell'Asse, fino a quando (proprio come Capitan America) andò disperso durante una missione nel Circolo polare artico ma, anziché finire congelato, Glory perse la memoria (perché drogato da Sharp, senza saperlo) e invecchiò normalmente senza alcun ricordo della sua vita precedente.
Decenni dopo, ai giorni nostri, Jones trovò una copia del primo numero di General Glory Comics, appartenente a Guy Gardner, grandissimo fan dell'eroe (tanto da modellare il proprio taglio di capelli su quello di Ernie); su quel numero vi era scritta la formula magica che ritrasformò l'ormai anziano Jones nuovamente nel possente General Glory.
Arrestato per tradimento proprio dal suo ex partner Ernie, nel frattempo cresciuto ed entrato nello staff di Sharp, con l'aiuto della Justice League International riuscì a riabilitare il proprio nome, svelando l'inganno di Sharp, che lo aveva incastrato per nascondere le proprie malefatte.
In seguito Maxwell Lord, p.r. della League, gli propose di entrare nel team in quanto avrebbe giovato all'immagine del gruppo avere un eroe nazionale tra le sue file. La Justice League lo aiutò ad inserirsi nel mondo moderno, mentre Glory aiutava il gruppo a tener a bada quella testa calda di Guy Gardner.

### Donovan Wallace
A causa di un infarto, Jones venne ricoverato in un ospedale, lì fece amicizia col poliziotto Donovan Wallace, suo compagno di camera rimasto paralizzato nel salvare un bambino da un gangster.
In punto di morte Jones donò a Wallace i suoi fumetti dove era scritta la formula che gli donò i suoi poteri. Donovan accettò e divenne il nuovo General Glory, guarendo dalla sua paralisi.
La sua prima missione fu quella di fermare una cellula terroristica chiamata Quarto Reich, capitanata dal criminale Vandal Savage.
Martian Manhunter fece costruire alcuni monumenti ai membri della League defunti, compreso il Generale.

## Poteri e Abilità
General Glory è stato misticamente dotato di una maggiore forza e resistenza rispetto ad un uomo normale, ma solo nel suo stato di "Generale", altrimenti era un fragile vecchio di 80 anni:
egli infatti era immune agli effetti della vecchiaia nella sua forma di supereroe, ma quando tornava ad essere un normale umano invecchiaia normalmente.
Egli ha dimostrato una forza sufficiente a sollevare oggetti pesanti come carri armati.
Oltre a ciò, possedeva una forma fisica eccezionale in tutti gli altri aspetti, ed era un grande tattico militare.
Il secondo General Glory aveva inoltre la capacità di volare tramite ali d'uccello dorate che poteva creare, oltre ad avere delle stelle da lancio.